# Special Olympics Irak
Special Olympics Irak (englisch: Special Olympics Iraq) ist der irakische Verband von Special Olympics International, der weltweit größten Sportbewegung für Menschen mit geistiger Beeinträchtigung und Mehrfachbeeinträchtigung. Ziel ist die sportliche Förderung dieser Personengruppe und die Sensibilisierung der Gesellschaft für sie. Außerdem betreut der Verband die irakischen Athletinnen und Athleten bei den Special Olympics Wettbewerben.

## Geschichte
Special Olympics Irak wurde 2000 mit Sitz in Bagdad gegründet.

## Aktivitäten
2016 waren 6.225 Athletinnen, Athleten und Unified Partner sowie 181 Trainer bei Special Olympics Irak registriert.
Der Verband nahm 2017 an den Programmen Athlete Leadership, Young Athletes und Motor Activities Training Program (MATP) teil, die von Special Olympics International ins Leben gerufen worden waren.

### Sportarten
Folgende Sportarten wurden 2017 vom Verband angeboten:
- Badminton (Special Olympics)
- Basketball (Special Olympics)
- Boccia (Special Olympics)
- Bowling (Special Olympics)
- Floor Hockey (Special Olympics)
- Fußball (Special Olympics)
- Judo
- Kraftdreikampf (Special Olympics)
- Leichtathletik (Special Olympics)
- Radsport (Special Olympics)
- Schneeschuhlaufen (Special Olympics)
- Schwimmen (Special Olympics)
- Tennis (Special Olympics)
- Tischtennis (Special Olympics)
- Turnen (Special Olympics)

### Teilnahme an Weltspielen vor 2020
(Quelle: )

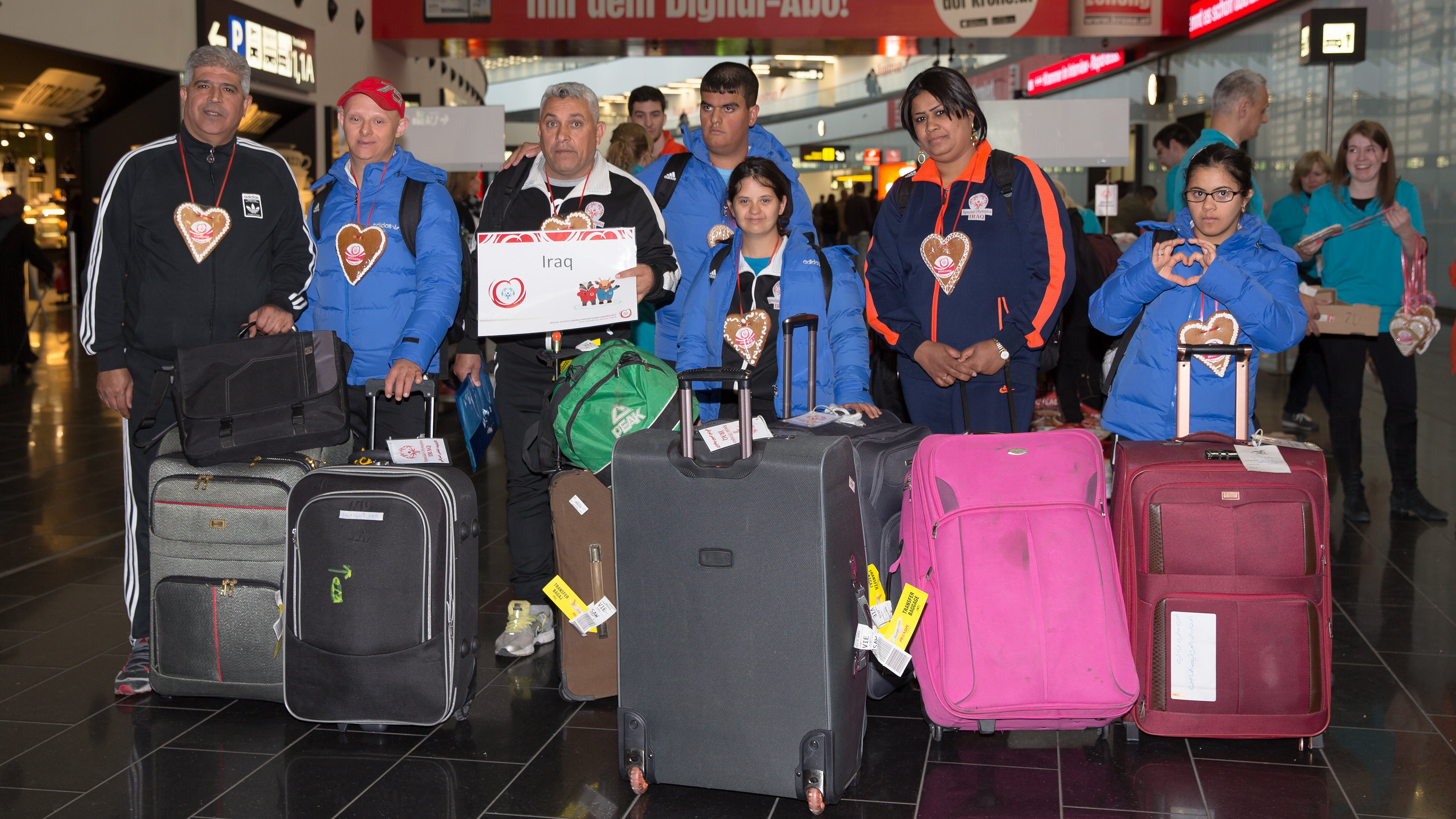
Ankunft des irakischen Teams bei den Special Olympics World Winter Games 2017

- 2007 Special Olympics World Summer Games, Shanghai, China
- 2015 Special Olympics World Summer Games, Los Angeles, USA (11 Athletinnen und Athleten)
- 2017 Special Olympics World Winter Games, Graz-Schladming-Ramsau, Österreich
- 2019 Special Olympics, World Summer Games, Abu Dhabi (79 Athletinnen und Athleten)[2]

### Teilnahme an den Special Olympics World Summer Games 2023 in Berlin
Special Olympics Irak nahm an den Special Olympics World Summer Games 2023 teil. Die Delegation wurde vor den Spielen im Rahmen des Host Town Program von Herne betreut und bestand aus rund 50 Personen. Das Team gewann bei diesen Weltspielen je vier Gold-, Silber- und Bronzemedaillen.

### Teilnahme an Weltspielen nach 2023
- 2025 Special Olympics World Winter Games, Turin, Italien (8 Athletinnen und Athleten)[6]